# 6 Armia (austro-węgierska)
6 Armia (6. Armee) – związek operacyjny sil zbrojnych monarchii austro-węgierskiej z okresu I wojny światowej. 
W jej skład na początku I wojny światowej wchodziły:
- 15 Korpus
- 16 Korpus
- jednostki armijne

Dowódcą Armii był FZM Oskar Potiorek.
Zadaniem 6 Armii na początku I wojny światowej był atak na Serbię.

## Literatura
- Juliusz Bator, „Wojna galicyjska”, Kraków 2005, ISBN 83-921494-4-0